# Staro Selo Topusko
Staro Selo Topusko – wieś w Chorwacji, w żupanii sisacko-moslawińskiej, w gminie Topusko. W 2011 roku liczyła 154 mieszkańców.